# László Sári
László Sári (n. 28 octombrie 1950, Budapesta, Republica Populară Ungară) este un tibetolog, scriitor, traducător literar, editor și redactor de radio maghiar, laureat al premiului Attila József. Domeniul său de specializare ca tibetolog este literatura și poezia tibetană. Este realizator al emisiunilor A Kelet kapujában și Keleti Társalgó de la postul Radio Ungaria. A devenit cunoscut și popular ca autor al poveștilor lui Lin-csi publicate sub pseudonimul Su-la-ce.

## Biografie
László Sári a absolvit Universitatea Eötvös Loránd cu o diplomă în filologie maghiară-tibetană. A beneficiat apoi de o bursă de un an la Sankt Petersburg pentru a studia filozofia budistă și literatura tibetană, mai ales poezia tibetană. Teza sa de doctorat a tratat teoria poeziei tibetane. În scrierile sale explorează limitele gândirii occidentale și răsăritene și caracteristicile diferitelor sisteme logice. Lucrările sale referitoare la teoriei poeziei examinează trăsăturile formale ale poeziilor occidentale și ale poeziei tibetane.
Începând din 1975 realizează emisiuni pe teme științifice la Radio Ungaria. Din 1992 este redactor-șef al Secției de Artă a postului Radio Ungaria. Emisiunile sale (A Kelet kapujában, Keleti Társalgó) prezintă literatura Extremului Orient către un public mai larg. El contribuie, de asemenea, la emisiunile și programele educaționale ale diferitelor canale de televiziune.
A susținut mai multe cursuri la ELTE pe domeniile sale de cercetare, invitând lectori de la mai multe universități și colegii. A fost director al editurii Írás Kiadó și director literar al editurii Kelet Kiadó.

## Lucrări

### În limba maghiară
- Reggeli beszélgetések Lin-csi apát kolostorában (Magyar Könyvklub, 1999-2004, Írás Kiadó, 2005) (atât în germană, cât și în cehă)
- Su-la-ce: Reggeli beszélgetések Lin-csi apát kolostorában; editat de László Sári; Magyar Könyvklub, Budapesta, 1999
- A Himalája arca. „Minden, mi létező, képzeletben létezik csak”; Magyar Könyvklub, Budapesta, 2001
- Beszélgetések a Kelet kapujában; Magyar Könyvklub, Budapesta, 2003
- Su-la-ce: Az ifjú Lin-csi vándorlásai; editat de László Sári; Írás, Budapesta, 2004
- Feljegyzések Lin-csiről; editat de László Sári; Kelet, Budapesta, 2011
- A nő máshol van. "Kelet, ha ragyog"; Kelet, Budapesta, 2013
- Su-la-ce: Reggeli beszélgetések Lin-csi apát kolostorában; editat de László Sári; Kelet, Budapesta, 2013
- Su-la-ce: Az ifjú Lin-csi vándorlásai; editat de László Sári; Kelet, Budapesta, 2014
- Sári László (Su-la-ce): Lin-csi apát minden szava; Európa Kiadó, Budapesta, 2017
- Sári László Dilettánsok történelme - Nyugat és Kelet; Corvina Kiadó, Budapesta, 2019

### În limbi străine
- Shulazi: Morgengespache im Kloster des Abtes Linji, Bacopa Verlag, 2001
- Su-la-ce: Ranní rozhovory v klástere opata Lin-Tiho („Reggeli beszélgetések Lin-csi apát kolostorában”); traducere în cehă de Robert Svoboda, Malvern, Praga, 2005
- Su-la-ce: Putování mladého Lin-ťiho („Az ifjú Lin-csi vándorlásai”); traducere în cehă de Robert Svoboda; Malvern, Praga, 2011

## Traduceri
- Tudást Őrző Tiszta Tenger. Poezii tibetane (traducere, postfață, Európa Könyvkiadó 1984, 1986)
- Lelked szélfútta madártoll. Poeziile de dragoste ale lui Cangjang-Gjaco, cel de-al 6-lea Dalai Lama (traducere, postfață, Írás Kiadó 1999)
- Út a nyugalomhoz. Scrierile lui Tenzin Gyatso, cel de-al 14-lea Dalai Lama, despre timpul nostru, viitorul nostru, șansele noastre (Írás Kiadó 2002)
- Tibeti közmondások; editare, postfață László Sári, traducere de Julián Harkány; Kelet, Budapesta, 2009

## Cărți audio
- Shulazi: Morgengespache im Kloster des Abtes Linji, Hörbuch, Bacopa Verlag, 2012
- Su-la-ce: Reggeli beszélgetések Lin-csi apát kolostorában - Az ifjú Lin-csi vándorlásai, 4 CD; Írás Kiadó, 2006, Kelet Kiadó 2007-2017
- Sári László: Alkonyi átváltozás - Lin-csi kolostora; Kossuth–Mojzer, Budapesta, 2009

## Scenariu de film
- Az élet vendége – Csoma-legendárium (regizor: Tibor Szemző) Premiera: 2006 Filmszemle
- Duna - Elfut a lét a partokon (Műhely 2016/3.)

## Premii
- Premiul Attila József (2011)
- Crucea de cavaler al Ordinului de merit al Ungariei (2016) [3]

## Legături externe
- Sári László honlapja, sarilaszlo.atw.hu
- A Kelet Kiadó honlapja, keletkiado.hu
- Su-la-ce: Reggeli beszélgetések Lin-csi apát kolostorában (részletek), terebess.hu
- Tarján Tamás beszélgetése Sári Lászlóval, irodalmijelen.hu
- Két kultúra találkozása, youtube.com
- Vanamali, youtube.com